# IC 3448
IC 3448 ist eine elliptische Zwerggalaxie vom Hubble-Typ dE4? im Sternbild Coma Berenices am Nordsternhimmel, die schätzungsweise 59 Millionen Lichtjahre von der Milchstraße entfernt ist. Die Galaxie ist unter der Katalognummer VCC 1358 als Mitglied des Virgo-Galaxienhaufens gelistet.
Im selben Himmelsareal befinden sich u. a. die Galaxien NGC 4489, NGC 4498, IC 3433, IC 3484.
Das Objekt wurde am 7. Mai 1904 vom US-amerikanischen Astronomen Royal Harwood Frost entdeckt.